# Nacional'nyj otbor 2016
La terza edizione del Nacional'nyj otbor (in russo Национальный отбор?, "selezione nazionale") è stata organizzata dall'emittente radiotelevisiva bielorussa BTRC per selezionare il rappresentante nazionale all'Eurovision Song Contest 2016 a Stoccolma.
Il vincitore è stato Ivan con Help You Fly.

## Organizzazione
La Bielorussia ha utilizzato una finale nazionale per selezionare tutti i suoi partecipanti eurovisivi dal suo debutto nel 2004, tranne in due occasioni (nel 2010 e nel 2011 i rappresentanti bielorussi sono infatti stati selezionati internamente). BTRC ha confermato la sua partecipazione all'Eurovision 2016, mentre l'utilizzo della finale televisiva come metodo di selezione è stato reso verso ottobre 2015. La competizione, che si è tenuta il 22 gennaio ai "600 Metrov" Studio di Minsk, è consistita in 10 partecipanti. I risultati sono stati decretati esclusivamente dal televoto.

### Giuria
La giuria chiamata a selezionare i finalisti è stata composta da:
- Aleksandr Tichanovič - Cantante
- Vasil Rajncik - Musicista e compositore
- Ol'ga Šlager - Responsabile del Nacional'nyj otbor
- Ol'ga Salamacha - Vicedirettore di Belarus 24
- Marianna Nikolaeva - Capo del dipartimento delle arti presso il Ministero della Cultura bielorusso
- Elena Treščinskaja - Direttrice di Radius FM
- Ol'ga Ryžikova - Conduttrice televisiva
- Jaŭgen Perlin - Conduttore televisivo
- Aleksandr Mežennyj - Direttore della Shtam Dance School
- Sergej Andrianov - Giornalista

- Ol'ga Drozdova - Produttrice, cantante e vocal coach
- Ekaterina Samsonova - Conduttrice radiofonica
- Dmitrij Sankovič - Conduttore radiofonico
- Gunesh - Cantante
- Iskuj Abaljan - Cantante
- Saša Nemo - Cantante
- Dzmitryj Kaldun - Rappresentante dello Stato all'Eurovision Song Contest 2007
- Alena Lanskaja - Rappresentante dello Stato all'Eurovision Song Contest 2013
- Teo - Rappresentante dello Stato all'Eurovision Song Contest 2014

## Partecipanti
BTRC ha aperto la possibilità di inviare proposte per la competizione dal 23 ottobre al 21 novembre 2015. Le 91 canzoni ricevute, hanno preso parte alle audizioni dal vivo, che si sono tenute il 26 novembre ed il 1º dicembre 2015; una giuria ha quindi selezionato i 10 finalisti per la finale televisiva del 22 gennaio.
| Artista               | Titolo             | Lingua     | Compositori                                                                       |
| --------------------- | ------------------ | ---------- | --------------------------------------------------------------------------------- |
| Alexeï Gross          | Flame              | Inglese    | Evgenij Olejnik, Julija Bykova, Rene Pozzi                                        |
| Anastasija Malaškevič | Pray for Love      | Inglese    | Anastasija Malaškevič, Aleksandra Popkovič                                        |
| Ivan                  | Help You Fly       | Inglese    | Viktor Drobyš, Aljaksandr Ivanoŭ, Timofej Leont'ev, Mary Susan Applegate          |
| Kirill Ermakov        | Running to the Sun | Inglese    | Leonid Širin, Kirill Ermakov, Natal'ja Tambovceva                                 |
| Napoli                | My Universe        | Inglese    | Leonid Širin, Natal'ja Tambovceva                                                 |
| Navi                  | Heta ziamlia       | Bielorusso | Artëm Lek'janenko, Ksenija Žuk                                                    |
| Radiovolna            | Radio Wave         | Inglese    | Uladzislaŭ Čyžykaŭ, Roman Kolod'ko                                                |
| Saša Začarik          | Glory Night        | Inglese    | Saša Začarik, Marija Kirdun                                                       |
| The EM                | Turn Around        | Inglese    | Maksim Alejnikov, Alexander Jacevič, Colé van Dais, Roy van der Merwe, Ian Fowell |
| Valerija Sadovskaja   | Not Alone          | Inglese    | Valerija Sadovskaja, Roman Kolod'ko                                               |

## Finale
La finale si è tenuta il 22 gennaio 2016 presso i "600 Metrov" Studios di Minsk. Il televoto ha dichiarato Ivan vincitore della selezione battendo, di soli 768 voti, la seconda classificata Napoli.
| #  | Artista               | Titolo             | Televoto | Televoto | Posizione |
| -- | --------------------- | ------------------ | -------- | -------- | --------- |
| 1  | Alexeï Gross          | Flame              | 3 202    | 4,24%    | 5         |
| 2  | Saša Začarik          | Glory Night        | 727      | 0,96%    | 10        |
| 3  | Valerija Sadovskaja   | Not Alone          | 1 322    | 1,75%    | 8         |
| 4  | Radiovolna            | Radio Wave         | 805      | 1,07%    | 9         |
| 5  | The EM                | Turn Around        | 2 164    | 2,87%    | 7         |
| 6  | Navi                  | Heta ziamlia       | 5 432    | 7,20%    | 4         |
| 7  | Ivan                  | Help You Fly       | 23 167   | 30,70%   | 1         |
| 8  | Anastasija Malaškevič | Pray for Love      | 2 680    | 3,55%    | 6         |
| 9  | Kirill Ermakov        | Running to the Sun | 13 555   | 17,96%   | 3         |
| 10 | Napoli                | My Universe        | 22 399   | 29,69%   | 2         |

## All'Eurovision Song Contest

### Verso l'evento
Ivan, per sponsorizzare il proprio brano, ha preso parte all'Eurovision in Concert 2016 (Amsterdam, 9 aprile 2016).
Il 25 gennaio 2016 si è tenuto il sorteggio che ha determinato la composizione delle due semifinali, dove è stato determinato che la Bielorussia si sarebbe esibita nella prima metà della seconda semifinale.
L'8 aprile 2016, con la decisione dell'ordine di esibizione delle semifinali, la nazione è stata posta al 5º posto, dopo l'israeliano Hovi Star e prima della serba Sanja Vučić ZAA.

### Performance
Le prove generali si sono tenute l'8 maggio, seguite dalle prove costume l'11 maggio, includendo l'esibizione per le giurie, dove le varie giurie nazionali hanno visto e votato i partecipanti della semifinale.
La Bielorussia si è esibita 5ª nella prima semifinale, classificandosi 12ª con 84 punti, non riuscendo a qualificarsi per la serata finale.

### Giuria e commentatori
La giuria bielorussa per l'Eurovision Song Contest 2016 è stata composta da:
- Teo, cantante e presidente di giuria (rappresentante della Bielorussia nel 2014);
- Ol'ga Drozdova, produttrice discografica,
- Aleksandr Kapënkin, direttore di BelMuzTV
- Gennadij Markevič, compositore
- Ol'ga Plotnikova, cantante.

L'evento è stato trasmesso, sui canali televisivi Belarus-1 e Belarus 24, con il commento di Jaŭgen Perlin.
Il portavoce dei voti della giuria in finale è stato Uzari, rappresentante dello stato all'Eurovision Song Contest 2015.

### Voto

#### Punti assegnati alla Bielorussia
| Giuria 12° (32 punti)  | Giuria 12° (32 punti) | Giuria 12° (32 punti) | Giuria 12° (32 punti)  | Giuria 12° (32 punti)           |
| 12                     | 10                    | 8                     | 7                      | 6                               |
| ---------------------- | --------------------- | --------------------- | ---------------------- | ------------------------------- |
|                        |                       |                       | - Australia - Bulgaria |                                 |
| 5                      | 4                     | 3                     | 2                      | 1                               |
| - Ucraina              | - Polonia             | - Regno Unito         | - Germania - Slovenia  | - Irlanda - Lettonia - Svizzera |
| Televoto 9° (52 punti) |                       |                       |                        |                                 |
| 12                     | 10                    | 8                     | 7                      | 6                               |
|                        | - Ucraina             | - Polonia             | - Lettonia             | - Georgia - Lituania            |
| 5                      | 4                     | 3                     | 2                      | 1                               |
| - Serbia               | - Bulgaria            | - Israele             | - Irlanda              | - Danimarca - Italia            |

#### Punti assegnati dalla Bielorussia
| Punti | Giuria    | Televoto  |
| ----- | --------- | --------- |
| 12    | Belgio    | Ucraina   |
| 10    | Lituania  | Lituania  |
| 8     | Australia | Bulgaria  |
| 7     | Ucraina   | Australia |
| 6     | Norvegia  | Polonia   |
| 5     | Serbia    | Lettonia  |
| 4     | Bulgaria  | Belgio    |
| 3     | Danimarca | Norvegia  |
| 2     | Georgia   | Georgia   |
| 1     | Israele   | Israele   |

| Punti | Giuria      | Televoto    |
| ----- | ----------- | ----------- |
| 12    | Russia      | Russia      |
| 10    | Lituania    | Ucraina     |
| 8     | Svezia      | Azerbaigian |
| 7     | Ucraina     | Armenia     |
| 6     | Australia   | Polonia     |
| 5     | Malta       | Lettonia    |
| 4     | Belgio      | Bulgaria    |
| 3     | Armenia     | Ungheria    |
| 2     | Azerbaigian | Svezia      |
| 1     | Bulgaria    | Australia   |